# Hypermiling
L'hypermiling è un metodo di guida per massimizzare il risparmio di combustibile. Le persone che adottano questo metodo vengono chiamati hypermiler. L'hypermiling è stato definito dal New Oxford American Dictionary come un tentativo per massimizzare la distanza (misurata in chilometri o miglia) percorsi in base al consumo dell'auto, effettuando modifiche atte al risparmio di carburante, alla vettura ed alla propria tecnica di guida. Nel 2008, la parola "hypermiling" ha vinto il titolo come la miglior nuova parola dell'anno dal New Oxford American Dictionary. In Italiano si potrebbe tradurre con il neologismo "iperpercorrenza". La pratica dell'hypermiling, che può essere praticata in qualsiasi veicolo a prescindere dalla sua economia di combustibile, ha guadagnato in popolarità a causa del rialzo dei prezzi della benzina nel corso del 2000. Mentre le tecniche comuni possono essere messe in pratica da parte di qualsiasi automobilista apportando piccoli cambiamenti nelle proprie abitudini di guida, molti hypermiler utilizzano tecniche più avanzate, alcune delle quali però sono considerate al limite della legalità.
In Italia, ogni anno, si tiene una gara di consumo a circuito chiuso, all'Autodromo di Magione denominata la "25 ore di Magione".

## Perdite di energia nel veicolo

Un esempio dei flussi di energia in un modello di macchina recente. Caso (a) durante la guida urbana; caso (b) in autostrada. Fonte: U.S. Department of Energy

La maggior parte della perdita di energia di carburante degli autoveicoli si verifica con le perdite termodinamiche del motore. Il più grande spreco di energia è quello che il motore ha quando è acceso ma la macchina è ferma, il che spiega i grandi guadagni disponibili con lo spegnimento il motore nelle fermate prolungate e l'introduzione di tecnologie come lo Start&Stop sui veicoli più recenti.
I dati per l'energia sprecata in frenata, la resistenza al rotolamento e la resistenza aerodinamica sono tutti un po' fuorvianti, perché non riflettono tutta quell'energia che viene sprecata nel processo di fornire l'energia alle ruote. L'immagine a lato riporta che sulla strade urbane, il 6% dell'energia del combustibile viene dissipata in frenata; tuttavia, dividendo questa cifra per l'energia che raggiunge effettivamente il perno (13%), si può scoprire che il 46% dell'energia che raggiunge l'asse va ai freni. Inoltre, l'energia supplementare può potenzialmente essere recuperata quando si va in discesa, una cosa che non può essere conteggiata in queste cifre.

### Manutenzione
Le gomme con una pressione di gonfiaggio insufficiente possono consumarsi prima e contribuire a dissipare più energia (circa l'1% per ogni 0,1 bar perso in ciascuna delle quattro gomme). Anche l'allineamento delle ruote, l'evaporazione del carburante mentre l'auto è ferma e un olio motore dall'alta viscosità possono diminuire l'efficienza del motore. Nei motori a combustione interna un filtro dell'aria sporco e/o otturato riduce il flusso dell'aria e può diminuire l'efficienza energetica del veicolo.

### Peso dell'auto e aerodinamica
I guidatori possono aumentare il chilometraggio per litro minimizzando il numero di persone e bagagli trasportati dal veicolo. Rimuovere accessori che non sono utilizzati può essere utile. L'aerodinamica del veicolo è importante nel determinare il consumo di una macchina: generalmente si usa il coefficiente di resistenza aerodinamica per fare un confronto fra i vari veicoli. Aumentare il "profilo" della vettura (montando ad esempio barre portatutto, bauli sul tetto o altri oggetti fuori dalla carrozzeria del veicolo) causa un aumento della resistenza che l'aria oppone al passaggio del mezzo, portando ad un maggiore consumo di carburante.

### La velocità
La velocità da mantenere è un fattore importante per una guida nell'ottica del risparmio. Di solito, la macchina consuma meno quando viaggia ad una velocità costante, mantenendo il motore con un regime e carico con il migliore rapporto g/kWh. La velocità ideale da mantenere dipende dal tipo di veicolo, a velocità più grandi la resistenza del vento inizia ad essere sempre più importante nel ridurre l'efficienza energetica. Per esempio, la Tesla Model S può percorrere fino a 1078 km mantenendo una velocità media di 40km/h.
Anche la congestione delle strade è importante nel determinare i consumi di carburante, il traffico abbassa l'efficienza energetica dei motori a combustione interna. Alcuni studi hanno dimostrato che introdurre dei limiti di velocità può essere utile per aumentare l'efficienza energetica dal 2% al 18%.

### Accelerazione e decelerazione
L'efficienza del carburante varia con il veicolo. L'efficienza del carburante durante l'accelerazione generalmente migliora mentre i giri aumentano fino a un punto nei pressi della coppia massima che il motore può erogare. In generale, l'efficienza del carburante è massimizzata quando l'accelerazione e la frenata sono ridotti al minimo. I freni convenzionali dissipano energia cinetica sotto forma di calore, che è irrecuperabile. La frenata rigenerativa, utilizzata dai veicoli ibridi / elettrici, recupera una parte dell'energia cinetica, ma una certa energia viene persa nella conversione, e la frenatura è limitata dalla corrente di carica massima della batteria e dall'efficienza dell'intero sistema.
Le macchine moderne montano di serie un dispositivo chiamato Cut-off, che consente di risparmiare carburante in fase di decelerazione. Questa soluzione tecnica consente, quando l'acceleratore è completamente sollevato, di interrompere il flusso di carburante: in tal modo il motore è "trascinato" dall'inerzia del veicolo. Non appena si scende sotto un certo numero di giri, il flusso è ripristinato per evitare che il motore si spenga.
Nelle macchine che hanno il cambio manuale utilizzare la marcia più alta disponibile aumenta la propria percorrenza per litro di carburante: viaggiare a giri troppo alti o troppo bassi è comunque deleterio per l'efficienza del veicolo. In alcune vetture recenti è presente un indicatore che segnala quando è il momento opportuno di cambiare marcia. Le prestazioni di un motore sono indicate da curve caratteristiche che, fra le altre cose, consentono di ricavare il consumo al variare dei giri.

### Gli accessori elettrici del veicolo
Il National Renewable Energy Laboratory in una relazione del 2000 suggerisce che un carico di 400 W su un motore convenzionale può aumentare il consumo di carburante fino al 20%. D'estate, aprire i finestrini al posto che utilizzare il condizionatore può essere più vantaggioso a basse velocità. Questa tecnica, tuttavia, causa un aumento di resistenza in forma di resistenza dell'aria e la riduzione dei costi è minore di quanto generalmente previsto.

## Fattori individuali
Il guidatore può adottare una serie di accorgimenti per ridurre il consumo di carburante, come pianificare il viaggio prima di mettersi al volante per scegliere la strada migliore e viaggiare ad una velocità costante.